# 蜀碧
《蜀碧》，共４卷，清代乾隆進士彭遵泗撰。

## 內容架構
蜀碧專記張獻忠殺人之事，起自明崇禎元年，迄於康熙二年。書末有附記十五條及楊展、劉道貞、鐵腳板、余飛等傳。「蜀碧」意思是取萇弘之血「三年化碧」。其兄彭端淑为《蜀碧》序曰：“呜呼！蜀非有深怨积怒于贼也，而残忍若此！天实为之耶？抑人事使然耶？览是集者，必将有叹息江下而不能已者也。故曰：蜀碧者，哭蜀也。”

## 評論
此書在文革期間遭到極左文人質疑，認為是在醜化農民革命。文革期間為張獻忠開脫的文章衍生出了清軍屠蜀的說法。